# پرنده خورشیدی بی سرنشین ایر استراتو
پرنده خورشیدی بی سرنشین ایر استراتو یک هواپیمای خورشیدی با سایز متوسط می‌باشد که توسط شرکت ARCA در کشوررومانی طراحی گردیده است و هم‌اکنون در حال توسعه و آزمایش می‌باشد. این ربات پرنده به گفته سایت شرکت سازنده، می‌تواند دو برابر یک هواپیمای تجاری در همان سطح پرواز بکند و این عامل اصلی معروفیت وموفقیت این پرنده بی سرنشین می‌باشد. هدف اصلی از ساخت این سازهٔ پرنده، پر کردن خلأ موجود بین هواپیماهای بی سرنشین نظامی که طبیعتاغیر قابل دسترسی و بسیار گران می‌باشند و هواپیماهای ارزان‌تر تجاری با قابلیت‌های کمتر می‌باشد که می‌توان نتیجه کا ر را ترکیبی از قیمت مناسب محصول نهایی و کیفیت بالای یک هواپیمای گران‌قیمت در نظر گرفت.
این طراحی شگفت‌انگیز، قابل دسترسی و کنترل از تقریباً تمامی نقاط زمین می‌باشد و می‌توان به راحتی آن را از طریق ماهواره یا ارتباط اینترنت از طریق بستر شبکه موبایل (GSM) کنترل نمود. همچنین این توانایی را دارد که تقریباً بر روی تمامی سطوح فرود بیاید یا از آن‌ها به هوا بلند بشود، اما چیزی که بیشتر از همه بیننده را جذب خود می‌کند، طراحی بسیار زیبا و جذاب نمای خارجی آن می‌باشد.
در حال حاضر دو گونهٔ مختلف این هواپیما قابل عرضه می‌باشد: air strato explorer با سقف پرواز ۱۸۰۰۰ متر و air starto pioneer با سقف پرواز ۸۰۰۰ متر (با بهره‌گیری از انرژی خورشیدی و نیروی باتری‌ها به‌طور همزمان) که نمونه دوم اندکی از اولی کوچکتر می‌باشد. هر دو نمونه، هم‌اکنون در حال طی کردن مراحل آزمایش و نهایی شدن می‌باشند. این هواپیما قادر به حمل باری به وزن حداکثر ۴۵ کیلوگرم می‌باشد که شامل ابزارهای نظارتی، ابزارهای علمی و باتری‌های اضافه برای افزایش بی‌نیازی به دنیای خارج و افزایش آزادی عمل آن می‌باشد.
اولین پرواز آزمایشی این پرنده در تاریخ ۲۸ ام ماه فوریه ۲۰۱۴ صورت پذیرفت. نمونه اولیه از یک مکانیسم درگیر شونده چرخدنده‌ای برای فرود بهره می‌برد و چهار موتور الکتریکی داشت. در نمونه بعدی، تیم مجری تصمیم گرفتند تا از سازه‌ای منجنیق مانند برای به پرواز درآوردن هواپیما بهره ببرند که از سیستم‌های پنوماتیکی تشکیل شده است و برای زمان فرود، از ترمزهای فرود و چتر بازشونده نجات به‌طور هم‌زمان استفاده بکنند.

## روند توسعه
در ابتدا، به دنبال یافتن جایگزینی برای بالون‌های stratospheric، که در مأموریت‌هایی مانند برنامه ExoMars استفاده شده بودند، طرح‌های اولین نمونه airstarto ریخته شد و نخستین خروجی آن در تاریخ ۱۰ فوریه ۲۰۱۴ بود. به دنبال گترش نمونه اولیه، در فاز بعدی یک سیستم تعلیق به آن اضافه شد و تعداد موتورها از دو به چهار افزایش یافت.
در آزمایش‌های بعدی نمونه اولیه، مشحص شد که چرخدنده مخصوص سیستم تعلیق برای زمان فرود دچار نقص شده است و بازتاب این موضوع در نشریات و خبرگزاری‌ها باعث شد تا ARCA تصمصم بگیرد به مدت نه ماه بدون پوشش خبری پروژه، به توسعه و بهبود طراحی خود بپردازد. بالاخره در تاریخ ۱۰ نوامبر، یک ویدئو ی کوتاه از این هواپیما در حال پرواز با دو نمونه رنگ زرد و قرمز در رسانه‌ها منتشر گردید.

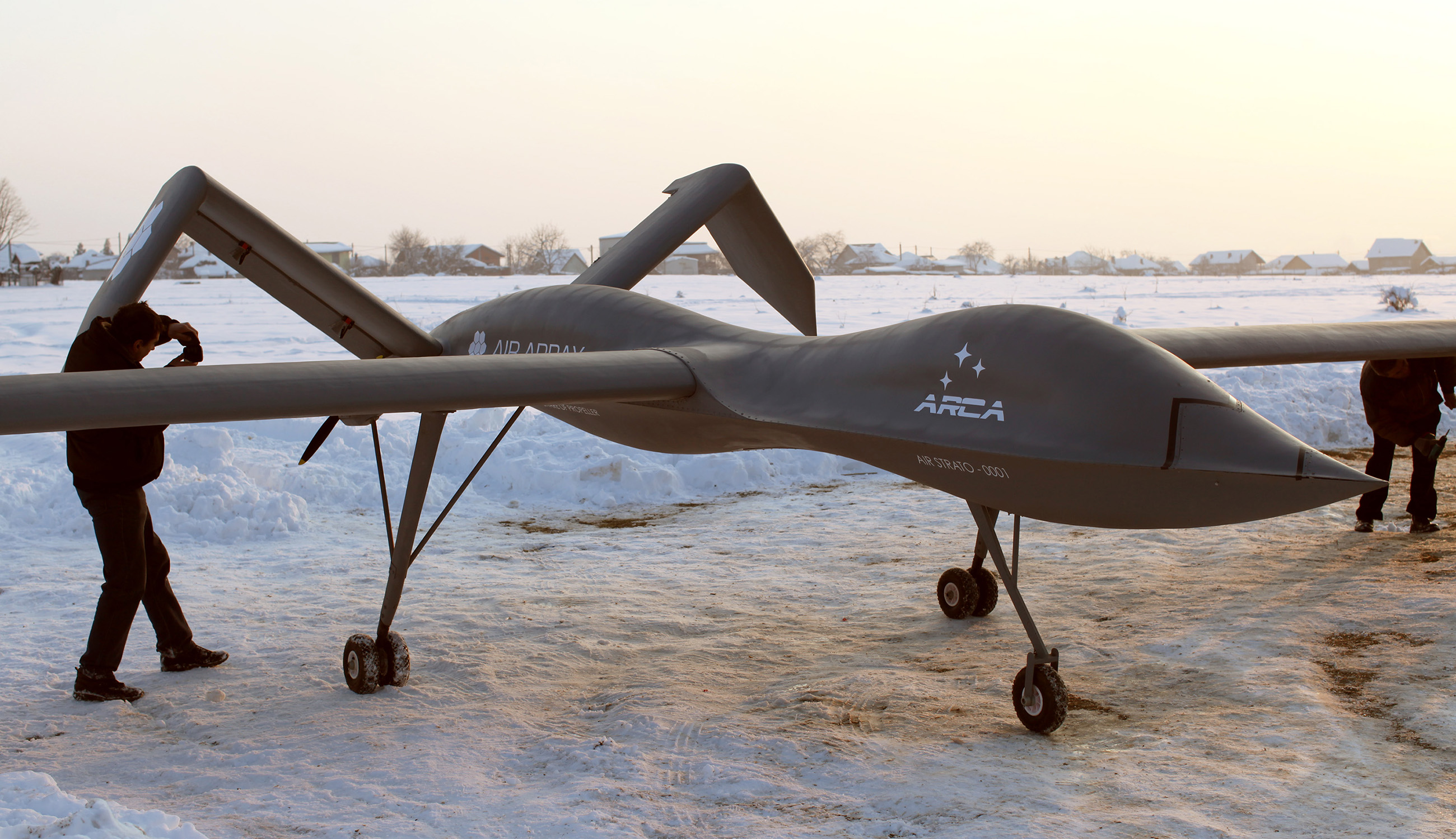
نمونه اولیه ایر استراتو قبل از اولین پرواز

## طراحی
بدنه هواپیما تماماً از کامپوزیت ساخته شده است که این امکان را می‌دهد تا آنتن رادیویی هواپیما، کاملاً در درون بدنه قرار بگیرد که این مزیت مهم این ساختار است. در زیر دوبال و در قسمت تحتانی بدنه، دو درگیر شونده برای سرخوردن و سوار شدن بر ریل‌های دو طرف منجنیق پرتاب تعبیه شده است. همچنین درگیر شوندهٔ دیگری در زیر قسمت جلویی بدنه نصب گردیده است که هواپیما را به ریل میانی منجنیق پرتاب مقید می‌سازد. در نهایت دو ترمز نیز در دو انتهای بال نصب شده‌اند. محفظه در بردارنده چتر نجات نیز در قسمت جلویی بدنه قرار گرفته است و این امکان را می‌دهد تا چتر نجات در موارد اضطراری و در هنگام فرود مورد استفاده قرار بگیرد.
در مدل نهایی هواپیما، شش موتور الکتریکی بر روی دو بال تعبیه شده است که در مجموع نیروی پیشبرنده‌ای معادل با ۲۵۰ پوند ایجاد می‌کنند. بعد از برخاستن پرنده، در صورتی که هواپیما به ارتفاع مورد نظر رسیده باشد، سیستم کنترلی موتورهای اضافه را خاموش خواهد کرد و می‌تواند با حداقل دو موتور در آسمان به پیشروی ادامه دهد. با وجودیکه انرژی تویدی باتری‌ها همواره ثابت می‌ماند، با افزایش ارتفاع هواپیما از اثرگذاری نیروی پیشبرنده تولیدی توسط پروانه‌ها کاسته می‌شود اما با این وجود موتورها همچنان قادر هستند تا سرعت رو به جلویی برابر با ۱۵۲ کیلومتر در ساعت برای نمونه کاووش گر و ۱۰۰ کیلومتر در ساعت برای نمونه پیشگام را فراهم آورد. همچنینطراحی سیستم تولیدکننده انرژی به گونه‌ای انجام شده است که در طول روز انرژی مورد نیاز هواپیما توسط صفحه‌های خورشیدی تأمین بگردد و در طول شب از انرژی ذخیره شده در باتری استفاد شود و باتری‌ها نیز در طول روز شارژ می‌گردند. صفحه‌های خورشیدی نصب شده قادر هستند توانی معادل با ۲۸۰۰ وات برای مدل کاووش گر و ۱۸۰۰ وات برای مدل پیشگام ایجاد بکنند.

## کنترل پرواز
این پرنده به سیستم خلبان خودکار و سیستم پایداری اینرسی پرواز مجهز می‌باشد. همچنین دستگاه فرستنده گیرنده GSM آن به گونه‌ای طراحی شده است که قابلیت کار در نسل بعدی سیستم حمل و نقل هوایی ایالات متحده را با مجهز شدن به سامانه ADS-B دارا باشد. کنترل این پرنده، از هرجایی که ارتباطات GSM وجود داشته باشد از طریق اینترنت میسر است و همچنین در دیگر نقاطی که این ارتباط فراهم نباشد از طریق ماهواره می‌توان آن را کنترل نمود. اگر ارتباط هواپیما با کنترل‌کنندگان به هر دلیلی قطع بشود، سیستم خلبان خودکار از ورود هواپیما به محدوده‌های غیرمجاز جلوگیری کرده و سپس تلاش خواهد کرد تا با تیم پشتیبانی ARCA تماس برقرار نماید و از آن‌ها درخواست کمک بکند. همچنین در صورتی که نتواند با تیم پشتیبانی ارتباط برقرار نماید با باز کردن چتر نجات، اقدام به نشاندن پرنده در نقاط مجاز از پیش تعیین شده می‌نماید. از دیگر عملکردهای سیستم خلبان خودکار، عکس برداری از نقاط مشخص از پیش تعریف شده برای یک مدت زمان مشخص در غیاب نبود ارتباط با مرکز کنترل می‌باشد. لازم است ذکر شود که ارتباط پرنده با مرکز کنترل بر روی زمین، با سیستم کدگذاری AES256 رمزگذاری شده است تا قابل شنیده شدن نباشد.

## پرتاب‌کننده پنوماتیکی
در هر دو مدل این پرنده از یک سیستم پرتاب با هوای فشرده بهره گرفته شده است. پیستون پنوماتیکی داخلی این سیستم قادر به ایجاد نیرویی برابر با ۲۲۰۰ پوند می‌باشد که می‌تواند هواپیما را در کسری از ثانیه به جلو به پیش براند. این پرتاب‌کننده برای داشتن دو ویژگی استحکام و سبکی به‌طور همزمان، از مواد کامپوزیتی ساخته شده است و از یک کمپرسور قوی که با منبع برق خارجی کار می‌کند بهره می‌گیرد.

## چتر نجات
چتر نجات بکار گرفته شده در این پرنده، قطری برابر با ۱۳ متر داشته و در یک محفظه در بدنه هواپیما تعبیه شده است. این چتر نجات این امکان را می‌دهد که مستقل از نیاز به زمین فرود در هر سطحی هواپیما را فرود بیاورد و همچنین به آسانی باز یا برای استفاده مجدد بسته می‌شود.

## صفحه‌های خورشیدی
موتورهای الکتریکی، علاوه بر استفاده از توان باتری‌های داخلی از انرژی تولیدی آرایه‌ای از سلول‌های خورشیدی نیز بهره می‌برند. باتری‌ها در طول روز توسط برق خورشیدی شارژ می‌گردند و در طول شب امکان پرواز را به هواپیما می‌دهند. در نیجه طول مدت پروازی برابر با ۱۲ ساعت برای این پرنده امکان‌پذیر شده است اما اگر به مدت زمان بیشتری نیاز باشد می‌توان نمونهٔ هایبرید این پرنده را سفارش داد که از یک ژنراتور برق تعبیه شده در درون هواپیما بهره می‌برد.

## گونه‌های این پرنده

### مدل کاووشگر
این مدل گرانترین شکل این پرنده می‌باشد و دارای بیشترین ارتفاع پروازی می‌باشد. همچنین این تنها مدلی است که این توانایی را دارد تا در لایه استراتوسفر جو زمین پرواز نماید. از دیگر مواردی که باید در رابطه با این مدل در خاطر داشت، مجهز بودن آن به دستگاه ارتباطی اینترنت GSM و ارتباط ماهواره‌ای بوده که در مدل دیگر این پرنده (پیشگام) به شکل پیش‌فرض نصب نمی‌شود و همچنین طول بال‌های آن نیز بلندتر بوده و به تبع آن سلول‌های خورسیدی بیشتر و مدت زمان پروازی بیشتری دارد که آن را نسبت به مدل دیگر برتری می‌دهد. قیمت پیش فروش این پرنده در حال حاضر، ۱۴۰۰۰۰ دلار تعیین گردیده است.
- مشخصات عمومی

طول: هفت متر
طول بال: ۱۶ متر
مساحت هر بال: 19.20 m2
وزن خالص بدون تجهیزات: ۱۸۵ کیلوگرم
وزن با تجهیزات: ۲۳۰ کیلوگرم
سیستم تولید توان: شش موتور الکتریکی Robbe 8085/10 با توان تولید 0.2 KN نیروی جلو برنده به ازای هر موتور
- ویژگی‌های عملکرد

حداکثر سرعت: 171 Km/h
سرعت کروز: 153 Km/h
محدوده پروازی: ۸۳۷ کیلومتر
ماندگاری در آسمان: ۲۰ ساعت (که البته این مدت بسته به شدت نور خورشید تغییر می‌کند)
سقف پروازی: ۱۸۲۸۸ متر
نرخ بالا روی: 3 m/s

### مدل پیشگام
هرچند که این نمونه از مدل پیشین دارای ابعاد و توان کوچکتری می‌باشد اما در عوض دارای قدرت مانور و نرخ بالاروی بیشتری می‌باشد. همچنین باید اشاره نمود که این مدل نیز برای به هوا برخاستن از همان سکوی پرواز مدل کاووشگر بهره می‌گیرد و روتکل ارتباطی آن نیز مشابه مدل قبلی می‌باشد و می‌تواند به تمامی تجهیزاتی که بر روی کاووشگر قابل نصب است مجهز بشود.
- مشخصات عمومی

طول: هفت متر
طول بال: ۱۲ متر
مساحت هر بال: ۱۳٫۸ m2
وزن خالص بدون تجهیزات: ۱۷۰ کیلوگرم
وزن با تجهیزات: ۲۲۰ کیلوگرم
سیستم تولید توان: شش موتور الکتریکی Robbe ۸۰۸۵/۱۰ با توان تولید ۰٫۲ KN نیروی جلو برنده به ازای هر موتور
- ویژگی‌های عملکرد

حداکثر سرعت: ۱۱۹ Km/h
سرعت کروز: ۱۰۰ Km/h
محدوده پروازی: ۴۹۹ کیلومتر
ماندگاری در آسمان: ۱۲ ساعت (که البته این مدت بسته به شدت نور خورشید تغییر می‌کند)
سقف پروازی: ۷۹۲۵ متر
نرخ بالا روی: ۳ متر/ثانیه